# Bathippus
Genre
Synonymes
- Dudasia Strand, 1911

Bathippus est un genre d'araignées aranéomorphes de la famille des Salticidae.

## Distribution
Les espèces de ce genre se rencontrent en Océanie, en Asie du Sud-Est et en Asie du Sud.

## Liste des espèces
Selon World Spider Catalog (version 22.5, 28/11/2021) :
- Bathippus brevipalpis (Roy, Saha & Raychaudhuri, 2016)
- Bathippus brocchus (Thorell, 1881)
- Bathippus dentiferellus Strand, 1911
- Bathippus dilanians (Thorell, 1881)
- Bathippus directus Zhang & Maddison, 2012
- Bathippus elaphus (Thorell, 1881)
- Bathippus gahavisuka Zhang & Maddison, 2012
- Bathippus keyensis Strand, 1911
- Bathippus kochi (Simon, 1903)
- Bathippus korei Zhang & Maddison, 2012
- Bathippus latericius (Thorell, 1881)
- Bathippus macrognathus (Thorell, 1881)
- Bathippus macroprotopus Pocock, 1898
- Bathippus madang Zhang & Maddison, 2012
- Bathippus manicatus Simon, 1902
- Bathippus molossus (Thorell, 1881)
- Bathippus montrouzieri (Lucas, 1869)
- Bathippus morsitans Pocock, 1897
- Bathippus oedonychus (Thorell, 1881)
- Bathippus oscitans (Thorell, 1881)
- Bathippus pahang Zhang, Song & Li, 2003
- Bathippus palabuanensis Simon, 1902
- Bathippus papuanus (Thorell, 1881)
- Bathippus proboscideus Pocock, 1898
- Bathippus rechingeri Kulczyński, 1910
- Bathippus ringens (Thorell, 1881)
- Bathippus schalleri Simon, 1902
- Bathippus seltuttensis Strand, 1911
- Bathippus semiannulifer Strand, 1911
- Bathippus waoranus Strand, 1911

## Publication originale
- Thorell, 1892 : « Studi sui ragni Malesi e Papuani. IV, 2. » Annali del Museo Civico di Storia Naturale di Genova, vol. 31, p. 1-490 (texte intégral).